# Leila Ahmed
Leila Ahmed (en arabe : لیلى أحمد), née en 1940 à Héliopolis en Égypte est une femme de lettres égyptienne et américaine spécialiste de l'islam et du féminisme musulman. Elle est la première professeure d'études des femmes dans la religion à Harvard Divinity School en 1999. En 2013, elle reçoit un Grawemeyer Award en Religion de l'université de Louisville pour son analyse du port du voile par les femmes musulmanes aux États-Unis.

## Biographie
Elle est née en 1940 dans le district d'Héliopolis, dans la province cairote. Son père est égyptien et sa mère turque (d’origine aristocratique). Son enfance est façonnée à la fois par les valeurs égyptiennes musulmanes et par l'orientation libérale de l'aristocratie sous l'ancien régime. Après le renversement en Égypte du dernier monarque régnant par le Mouvement des officiers libres, en 1952, la vie de sa famille, comme d'autres dans son milieu, est changée de manière irrévocable. Son père, ingénieur civil, se montre, de plus, un ardent adversaire de la construction, décidée par Gamal Abdel Nasser, du barrage d'Assouan, pour des raisons écologiques. Cela lui vaut les foudres du pouvoir en place pour les années à suivre et a des effets néfastes sur la famille.
Elle obtient un doctorat à l'Université de Cambridge dans les années 1960. Puis elle se rend aux États-Unis. Elle y est nommée au poste de professeure en Études féminines et d'études proche-orientales à l'université du Massachusetts à Amherst , en 1981.
En 1992, un de ses principaux essais, Women and Gender in Islam [Femmes et genres dans l'Islam] est publié. L'ouvrage a pour ambition de mettre en évidence les principaux discours et les structures sociales, politiques, juridiques, judiciaires et religieuses qui ont façonné l'expérience des femmes musulmanes ou non musulmanes, vivant au sein de la civilisation islamique. L'essai est cependant fortement centré sur l’Égypte au détriment d'autres territoires clés tels que la Turquie. Elle y affirme que les pratiques oppressives auxquelles sont exposées les femmes au Moyen-Orient sont causés par la prévalence des interprétations patriarcales de l'Islam , et non par l'Islam lui-même. Elle y dresse une analyse historique de la façon dont une approche hiérarchique et patriarcale des rapports hommes/femmes a pris le pas progressivement sur une approche égalitaire des êtres humains, quel que soit leur sexe. Elle met en exergue également l'utilisation d'un discours sur l'émancipation de la femme par l'occident pour légitimer la colonisation, construisant un lien entre la question de la culture et de la condition de la femme.
En 1999, elle obtient une chaire de professeure en Études des Femmes et de la Religion à la Harvard Divinity School. Cette même année , elle publie A Border Passage [Traversée de frontières], où elle prend appui sur son propre parcours. Elle décrit l'environnement multiculturel cairote de son enfance, et celui de sa vie d'adulte en tant qu'expatriée et immigrante en Europe et aux États-Unis. Elle raconte comment elle a été formée à l'Islam par le biais de sa grand-mère pendant son enfance, avec un enseignement bien distinct de celui prêché par l'élite religieuse masculine. Elle parle de son expérience en Europe et aux États-Unis, marquée par des tensions en voulant concilier son identité égyptienne musulmane avec les valeurs occidentales. Face au racisme et à l'islamophobie naissante, elle s'est décidé à dissiper aussi les mythes et les idées fausses de l'Occident sur l'Islam et les femmes Musulmanes. Elle se montre également critique sur le nationalisme arabe en Égypte et au Moyen-Orient. Selon elle, l'idée que les Égyptiens sont des Arabes est pratiquement inconnu jusqu'au XXe siècle. Elle considère que le nationalisme arabe, comme de nombreuses autres formes de pan-nationalisme, est un type d'impérialisme culturel. 
En 2011, sort un autre de ses essais, A Quiet Revolution: The Veil's Resurgence, from the Middle East to America [Une révolution tranquille, la résurgence du voile, du Moyen-Orient à l'Amérique]. Elle y expose le renversement remarquable des idées sur le voile, et les débats acharnés engendrés. Le port du voile facial remonte, selon ses recherches, au Califat abbasside, et ne répond pas à un précepte religieux. Les femmes libres des classes sociales supérieures auraient commencé à se voiler le visage pour se distinguer des femmes esclaves, de plus en plus nombreuses. Leila Ahmed met en exergue comment cette question du voile a été utilisée pendant la colonisation, témoignant pour certains fonctionnaires et hommes politiques des puissances coloniales de la nécessité de la domination occidentale sur les sociétés prétendument arriérées. Elle rappelle les années 1940 et 1950, où, pour une génération de femmes musulmanes, vivre sans voile redevient normal, et n'est pas non plus le signe d'une rupture religieuse. De 1920 à 1960, les changements vestimentaires symbolisent le désir d'une grande partie des égyptiens d'imiter le mode de vie occidental. En explorant les attitudes changeantes qui suivent à l'égard de ce voile en Égypte, elle pose des questions sur le retournement de situation. Pourquoi le voile est-il réapparu chez les femmes diplômées et professionnelles? Est-ce vraiment un symbole de l'oppression des femmes ? Pourquoi inspire-t-il une si forte réaction de l'Occident ? L'ouvrage résume les changements qui ont favorisé son retour : le déclin du socialisme arabe après 1967, l'influence croissante de l'Islam saoudien ultra-conservateur et des Frères musulmans, et l'échec des politiques économiques pro-occidentales. Le port du voile a épousé ensuite de nouvelles significations : par exemple d'une expression religieuse personnelle, ou d'une solidarité avec la Palestine, avec la Tchétchénie ou l'Irak ou d'autres allégeances. Ce voile est ainsi devenu, pour Leila Ahmed, le signe d'un long enchevêtrement politique et culturel,,. Cet essai lui vaut de recevoir un Grawemeyer Award en Religion de l'université de Louisville.

## Principaux ouvrages
- Women and Gender in Islam: Historical Roots of a Modern Debate. New Haven: Yale University Press, 1992
- A Border Passage: From Cairo to America—A Woman's Journey, Farrar Straus & Giroux, New York, 1999
- A Quiet Revolution: The Veil's Resurgence, from the Middle East to America. New Haven, Yale University Press, 2011

### Participation à des ouvrages collectifs
- Edward W. Lane: A study of his life and works and of British ideas of the Middle East in the Nineteenth century. London: Longman, 1978
- "A Traditional Ceremony in an Islamic Milieu in Malaysia", in Muslim Women, 1984
- “Between Two Worlds: The Formation of a Turn-of-the-Century Egyptian Feminist”, in Life/Lines: Theorizing Women’s Autobiography, 1988
- “Arab Women: 1995”, in The Next Arab Decade: Alternative Futures, 1988
- “Feminism and Cross-Cultural Inquiry: The terms of discourse in Islam" In Coming to Terms: Feminism, Theory and Politics. Ed. Elizabeth Weed. New York: Routledge, 1989

### Films
Elle a conseillé la réalisation du documentaire Muhammad: Legacy of a Prophet (2002), produit par Unity Productions Foundation.